# Adrian Cristea
Adrian Cristea (ur. 30 listopada 1983 w Jassach) – piłkarz rumuński grający na pozycji prawoskrzydłowego.

## Kariera klubowa
Cristea urodził się w mieście Jassy. Tam też rozpoczął karierę piłkarską w klubie Politehnica Iași, w którego barwach w sezonie 2002/2003 zaczął występować w rozgrywkach drugiej ligi rumuńskiej. W swoim debiutanckim sezonie występował w podstawowym składzie, a już w kolejnym (2003/2004) wygrał z Politehniką ligę i wywalczył awans do pierwszej ligi rumuńskiej. W niej po raz pierwszy wystąpił 30 lipca w spotkaniu z Rapidem Bukareszt (1:2). Pół roku później Adrian odszedł z zespołu.
Na początku 2005 roku Cristea podpisał kontrakt z jednym z czołowych klubów w Rumunii, Dinamem Bukareszt. Został z nim wicemistrzem kraju, a rok później jako rezerwowy zajął 3. pozycję w lidze. W sezonie 2006/2007 był podstawowym zawodnikiem Dinama. W lidze zdobył 3 gole i został po raz pierwszy w karierze mistrzem Rumunii. Występował też w fazie grupowej Pucharu UEFA (drugi raz z rzędu). Natomiast w 2008 roku zajął z Dinamem 4. pozycję w Liga I.
| Sezon   | Klub                | Kraj    | Rozgrywki     | Mecze | Bramki |
| ------- | ------------------- | ------- | ------------- | ----- | ------ |
| 2002/03 | Politehnica Iași    | Rumunia | Divizia B     | 27    | 5      |
| 2003/04 | Politehnica Iași    | Rumunia | Divizia B     | 23    | 6      |
| 2004/05 | Politehnica Iași    | Rumunia | Divizia A     | 15    | 2      |
| 2004/05 | FC Dinamo Bukareszt | Rumunia | Divizia A     | 10    | 0      |
| 2005/06 | FC Dinamo Bukareszt | Rumunia | Divizia A     | 15    | 0      |
| 2006/07 | FC Dinamo Bukareszt | Rumunia | Divizia A     | 28    | 3      |
| 2007/08 | FC Dinamo Bukareszt | Rumunia | Liga I        | 32    | 8      |
| 2008/09 | FC Dinamo Bukareszt | Rumunia | Liga I        | 32    | 4      |
| 2009/10 | FC Dinamo Bukareszt | Rumunia | Liga I        | 28    | 3      |
| 2010/11 | FC Dinamo Bukareszt | Rumunia | Liga I        | 17    | 7      |
| 2010/11 | Universitatea Kluż  | Rumunia | Liga I        | 13    | 3      |
| 2011/12 | Universitatea Kluż  | Rumunia | Liga I        | 29    | 8      |
| 2012/13 | Petrolul Ploeszti   | Rumunia | Liga I        | 15    | 0      |
| 2012/13 | Standard Liège      | Belgia  | Eerste klasse | 8     | 0      |

## Kariera reprezentacyjna
W reprezentacji Rumunii Cristea zadebiutował 7 lutego 2007 roku w wygranym 2:1 spotkaniu z Mołdawią. W 2008 roku został powołany przez selekcjonera Victora Pițurcę do kadry na Euro 2008.